# 観光学
観光学（かんこうがく）とは、観光に関する諸事象を研究する学際的学問である。ただし学問としてまだ日本では体系化されていないという研究者もあり、観光論、観光研究、ツーリズム研究と称される場合も多い。さらには、観光と観光以外を科学的に区分することの意味合いが薄れてきており、外形的にとらまえられる人の動きを中心に人を移動させる脳の働きに着目した人流学を提唱する研究者も登場している。

## 概要
経済の発達に伴い、「楽しみのための旅行」が、広く普及し、マス・ツーリズムの時代が到来した。これに伴い、「いかにしてより満足できる観光が実現するか」「いかにして自然環境保護ができるか」というような問いが立てられるようになった。観光学は、地域経済の振興、発展、環境保全など解決していくためにある。
日本においては必ずしも学問として体系立てられているものではなく、観光「学」と呼べない、という意見もある。しかし、欧米など諸外国ではきちんと「学」として成立しておりTourism study, Tourism researchと呼ばれているとする説もあるようである。
出てくる問いが多彩であるため、社会学、経済学、経営学、歴史学、統計学、地理学、人類学、心理学、都市計画学などあらゆる既存の学問分野を使って観光という現象を分析していくのが、観光に関する学問であり、そのため必然的に学際的である。観光学、という単一の学問ではないといわれる所以である。欧米では古くから経済学や経営学、地理学を中心として観光についての研究がなされてきたが、日本では地理学や社会学、文化人類学などにおいて観光の研究をしている学者がいる。この点については、学際的であることは観光を対象とする学問に特有のことではなく、例えば「環境学」「水学」は物理学、化学、経済学等複数の分野が研究対象としている。その場合に研究対象となる「環境」「水」に関する共通認識ができているが、「観光」については内外を問わずその共通認識ができていないのが現状である。
日本では、1963年に東洋大学短期大学部観光学科（東洋大学国際地域学部国際観光学科→国際観光学部国際観光学科へ改組）が観光学科を設置したのが始まりであり（4年制大学では1967年に立教大学が社会学部観光学科を設置、1998年に日本初の観光学部として改組）、2022年には國學院大學に観光まちづくり学部が設立された。現在ではいくつかの大学に観光学部が設けられている。しかし観光学に関する学科が設置されているのはまだ少数である。また入学者減に悩む私立大学の起死回生策として近年に設置されたものも多い。しかし近年、国公立大学法人でも2007年に和歌山大学、琉球大学で学科が設置され2008年に学部に昇格をした。2007年には国立大学法人大学院で初めて観光学の研究科である北海道大学大学院国際広報メディア観光学院（観光創造専攻）、また2008年に公立で首都大学東京（現・東京都立大学）大学院都市環境科学研究科で観光科学教室が設置された。今後の発展が期待される研究テーマである。
アメリカではコーネル大学ホテル経営学部、セントラルフロリダ大学ローゼン・ホスピタリテイ経営学部、イギリスのサリー大学、スイスのEcole Hoteliere de Lausanne、アジアにおいてはジェームズクック大学観光学部、香港理工大学等が観光学研究の代表格であり、ほかにも専門の学部を設けている大学が多数ある。

## 研究対象
- 観光情報
- 観光産業（観光事業）
- 観光経済
- 観光資源
- 観光政策
- 観光施設
- 観光消費
- 観光心理
- 観光地理学
- 観光文化
- 観光カリスマ、観光ソムリエ
- エコツーリズム、ソーシャルツーリズム
- グリーンツーリズム、ヘルスツーリズム、メディカルツーリズム
- 人流学

## 関連文献
- 尾家建生・金井萬造『これでわかる！　着地型観光』（学芸出版社、2009年）
- 岡本伸之編『観光学入門』（有斐閣、2001年）
- 鈴木忠義『現代観光論』（有斐閣、1984年）
- 須藤廣・遠藤英樹『観光社会学　ツーリズム研究の冒険的試み』（明石書店、2005年）
- 高寺奎一郎『国際観光論』（古今書院、2006年）
- 長谷政弘『観光学辞典』（同文館出版）
- 長谷政弘『観光マーケティング―理論と実際―』（同文館出版）
- 溝尾良隆『観光学　基本と実践』（古今書院、2003年）
- AERA MOOK 『観光学がわかる。』（朝日新聞社、2002年）
- 寺前秀一『観光政策学』（イプシロン企画出版、2007年）